# Dmitrij Pavlovič Romanov
Dmitrij Pavlovič Romanov, in russo Дмитрий Павлович Романов? (Mosca, 18 settembre 1891 – Davos, 5 marzo 1942) era figlio del granduca Pavel Aleksandrovič Romanov e della granduchessa Alexandra Georgievna, principessa di Grecia, che morì nel darlo alla luce. Il suo nome è legato alla morte della figura mistica del monaco Grigorij Rasputin, alla corte dello zar Nicola II, suo primo cugino, che lo zar amava come un figlio.

## Biografia

### Giovinezza
Sua madre Alexandra era incinta di sette mesi di lui quando, mentre si trovava in gita con amici, saltò su una barca, ma mancandola cadde: il giorno dopo crollò in preda a dolori lancinanti a causa del trauma del giorno precedente e poche ore dopo nacque Dmitri, mentre ella scivolava in coma e moriva. Anche se i medici non davano speranza per il neonato, sopravvisse grazie all'aiuto dello zio paterno il Granduca Sergej Aleksandrovič -il granduca Pavel era troppo distrutto dal dolore per occuparsi del figlio-, che diede al neonato prematuro i bagni prescritti dai medici, coprendolo con ovatta e mantenendogli la culla riempita di bottiglie di acqua calde perché rimanesse ad una temperatura costante. "Mi sto godendo il far riprendere Dmitri" Sergej scrisse nel suo diario..
Poiché alcuni anni dopo suo padre Pavel incontrò e sposò in seguito, nella città di Livorno, una giovane borghese, Ol'ga Valerianovna Karnovic, trovando la più forte opposizione da parte della corte, i due bambini, Dmitrij e la sorella Marija gli furono tolti e furono mandati a vivere con gli zii, il granduca Sergej Aleksandrovič e sua moglie la granduchessa Elizaveta Fëdorovna, sorella maggiore della zarina.
Nel 1905 il granduca Sergej, allora governatore di Mosca, venne assassinato dagli anarchici durante la Rivoluzione russa del 1905: l'attentatore in un primo momento si era trattenuto dal gettare le proprie bombe perché aveva visto che sulla carrozza con il granduca c'erano anche sua moglie e i nipoti, la quindicenne Marija e il tredicenne Dmitrij, ed egli non voleva uccidere donne o bambini.
Un secondo attentato alcuni giorni dopo riuscì ad uccidere il Granduca e Dmitrij dalla finestra con la zia e sorella vide il corpo fatto a pezzi dello zio: rimasto per così dire orfano una seconda volta, venne mandato a vivere presso la famiglia dello zar. Per un periodo si pensò che Nicola II lo avrebbe adottato come erede, tenuto conto che lo zarevic Alessio era emofiliaco, facendogli sposare la propria figlia Olga.
Come era normale, venne istradato nel mondo militare, divenendo ufficiale di un reggimento: giovane cavallerizzo promettente, partecipò ai Giochi Olimpici di Stoccolma del 1912 arrivando settimo. Prima della grande guerra lanciò l'idea di organizzare delle competizioni sportive anche in Russia, che sfociarono poi nel 1926 nelle Spartachiadi.

### Relazioni sentimentali
Numerosi furono i suoi amori: la famosa ballerina e poi attrice russa Vera Karalli e Pauline Fairfax-Potter, designer e scrittrice statunitense. Inoltre si invaghì e cercò di conquistare la duchessa di Marlborough (nata Consuelo Vanderbilt), che era separata ed in seguito divorziò dal duca di Marlborough: il fatto che il giovane granduca avesse sedici anni meno della duchessa ed economicamente non indipendente non aiutò la cosa. Un'altra sua relazione famosa fu con la ballerina, Natal'ja Šeremetevskaja (poi creata principessa Romanovskij in quanto moglie del cugino Michail) e infine Coco Chanel negli anni venti.

### Assassinio di Rasputin
La relazione che però segnò il corso della sua vita fu quella con il mondano, elegantissimo principe bisessuale Feliks Jusupov, suo cugino acquisito avendo sposato la granduchessa Irina Aleksandrovna Romanova, figlia della sorella dello zar Xenia: l'affair -cui le memorie stesse di Jusupov alludono obliquamente- iniziò nell'inverno 1912/1913 e causò un grandissimo scandalo. Fu in seguito a questo che la zarina Alexandra negò il proprio consenso per un matrimonio tra il giovane granduca e la propria figlia Olga.
Fu per i suoi rapporti con il principe Jusupov che Dmitrij venne nel 1916 implicato nell'assassinio di Rasputin, allo scopo di restaurare il vecchio regime. Tutte le fonti, a partire da quelle più antiche, come le memorie dello stesso principe, concordano col fatto che il delitto fu un'idea di Felix, e che Dmitrij venne coinvolto solo perché aveva un'automobile che si sarebbe potuta muovere senza problemi all'interno di San Pietroburgo, allora rigidamente controllata per paura di attentati e rivolte. Ricerche più recenti, in special modo quella di Edvard Radsinsky nel suo libro "The Rasputin Files", suggeriscono che l'idea dell'omicidio fosse del granduca, il quale avrebbe esploso gli ultimi colpi che uccisero il monaco mentre cercava di fuggire: secondo questa ricerca, la storia successivamente raccontata dai cospiratori venne inventata per proteggere Dmitrij da una macchia che avrebbe potuto mettere in pericolo le sue probabilità di succedere al trono della Russia.
Come risultato del suo coinvolgimento nell'assassinio del monaco, il giovane Dmitrij fu mandato da suo cugino lo zar in esilio sul fronte persiano, ma questa circostanza gli salvò la vita quando la famiglia Romanov fu sterminata dai bolscevichi: tra gli altri vennero giustiziati suo padre, la zia Elizaveta che l'aveva cresciuto e il fratellastro Vladimir Pavlovič Paley. Con l'aiuto dei britannici scappò via Teheran e Bombay per arrivare a Londra.

### Esilio

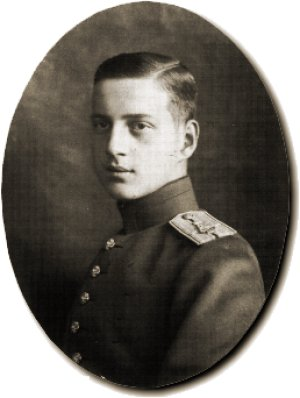
Il granduca Dmitri Pavlovich.

A Londra nel 1919 incontrò di nuovo Felix Jusupov, ma presto ruppero, ufficialmente per le franche dichiarazioni con cui il principe rivendicava la propria parte nell'uccisione di Rasputin, che avrebbero messo in pericolo le probabilità di Dmitrij per la successione al trono, che ancora credeva possibile. Secondo le memorie di Felix, il vero motivo della loro separazione era piuttosto che Dmitrij non credeva assolutamente alla possibilità di una restaurazione, ma alcuni elementi intorno a lui spingevano per salvare le apparenze e ritenevano dannosa la presenza del loquace principe Jusupov.
Nel frattempo la sorella Marija a Parigi, come molti esiliati russi, era riuscita a creare una società, la Kitmir, specializzata in ricami e collaborò per molto tempo con Coco Chanel, mentre Dmitrij trovava lavoro come rappresentante di champagne. Grazie alla sorella conobbe la famosa stilista, di undici anni maggiore di lui, e iniziò una breve relazione nel 1921: tramite i due granduchi Coco si mise in contatto con il mondo dell'industria e con i profumieri di Grasse, che le permise infine la creazione del famoso Chanel No. 5, nella quale Dmitrj ebbe notevole parte.
Nel 1926 si sposò con l'ereditiera americana Audrey Emery, a cui il cugino e pretendente al trono Kirill Vladimirovič Romanov diede il titolo di principessa Romanovski-Illinska e il trattamento di Altezza Serenissima, pur riconoscendolo come matrimonio morganatico. Ebbero un figlio, il principe Pavel Dimitrievič Romanovskij-Il'inskij (meglio conosciuto come Paul Ilyinsky, marine durante la guerra di Corea e sindaco della città di Palm Beach negli anni settanta-ottanta), e divorziarono nel 1938.
Negli anni trenta Dmitrij si avvicinò a un movimento controrivoluzionario di monarchici emigrati russi, Giovani Russi o Mladorossi, che ruotavano attorno alla figura di Aleksandr Kasembek che risultò poi essere un agente infiltrato sovietico. Questo non giovò alla figura del granduca, che comunque si teneva lontano dalle mene politiche di altri suoi parenti, a partire dal cugino Kirill Vladimirovič: anche per questo Kirill diede un titolo principesco a sua moglie. In ogni caso, quando anche a lui Hitler chiese di guidare i nobili russi esiliati all'interno dell'esercito tedesco per lottare contro l'Armata Rossa durante l'Operazione Barbarossa, dichiarò che nulla lo avrebbe mai convinto a combattere contro altri russi. Comunque in quegli anni Dmitrij non era assolutamente più in età ed in grado di fare il soldato.

### Morte

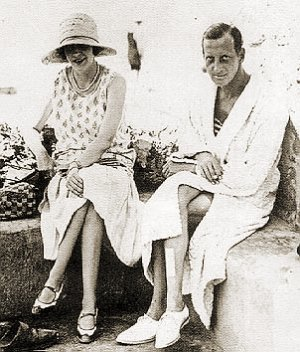
Il granduca Dmitrij Pavlovič, con la moglie intorno gli anni '20

Malgrado la vita atletica, Dmitrij aveva una salute delicata e negli anni trenta la sua tubercolosi cronica divenne acuta e fu necessario il suo ricovero nel sanatorio di Davos, in Svizzera, dove morì per un'acuta uremia nonostante le cure. Girarono voci che legavano la morte ai sovietici o al Führer, che non aveva apprezzato i suoi continui rifiuti, ma non ebbero seguito.
Dopo la seconda guerra mondiale, Dmitrij fu tumulato nella cappella dell'isola di Mainau sul lago di Costanza su richiesta della sorella Marie e del di lei figlio il conte Lennart Bernardotte.

## Ascendenza
|                                  |                               |                                                                    | Genitori                              |  |  | Nonni |  |  | Bisnonni              |  |  | Trisnonni             |  |
|                                  |                               |                                                                    |                                       |  |  |       |  |  | 8. Nicola I di Russia |  |  | 16. Paolo I di Russia |  |
|                                  |                               |                                                                    |                                       |  |  |       |  |  | 8. Nicola I di Russia |  |  | 16. Paolo I di Russia |  |
|                                  |                               | 17. Sofia Dorotea di Württemberg                                   |                                       |  |  |       |  |  | 8. Nicola I di Russia |  |  |                       |  |
| 4. Alessandro II di Russia       |                               |                                                                    |                                       |  |  |       |  |  | 8. Nicola I di Russia |  |  |                       |  |
|                                  |                               | 9. Carlotta di Prussia                                             | 18. Federico Guglielmo III di Prussia |  |  |       |  |  |                       |  |  |                       |  |
|                                  |                               | 9. Carlotta di Prussia                                             | 18. Federico Guglielmo III di Prussia |  |  |       |  |  |                       |  |  |                       |  |
|                                  |                               | 9. Carlotta di Prussia                                             | 19. Luisa di Meclemburgo-Strelitz     |  |  |       |  |  |                       |  |  |                       |  |
| 2. Pavel Aleksandrovič Romanov   |                               | 9. Carlotta di Prussia                                             |                                       |  |  |       |  |  |                       |  |  |                       |  |
|                                  |                               | 10. Luigi II d'Assia                                               | 20. Luigi I d'Assia                   |  |  |       |  |  |                       |  |  |                       |  |
|                                  |                               | 10. Luigi II d'Assia                                               | 20. Luigi I d'Assia                   |  |  |       |  |  |                       |  |  |                       |  |
|                                  |                               | 10. Luigi II d'Assia                                               | 21. Luisa d'Assia-Darmstadt           |  |  |       |  |  |                       |  |  |                       |  |
| 5. Maria d'Assia-Darmstadt       |                               | 10. Luigi II d'Assia                                               |                                       |  |  |       |  |  |                       |  |  |                       |  |
|                                  |                               | 11. Guglielmina di Baden                                           | 22. Carlo Luigi di Baden              |  |  |       |  |  |                       |  |  |                       |  |
|                                  |                               | 11. Guglielmina di Baden                                           | 22. Carlo Luigi di Baden              |  |  |       |  |  |                       |  |  |                       |  |
|                                  |                               | 11. Guglielmina di Baden                                           | 23. Amalia d'Assia-Darmstadt          |  |  |       |  |  |                       |  |  |                       |  |
| 1. Dmitrij Pavlovič Romanov      |                               | 11. Guglielmina di Baden                                           |                                       |  |  |       |  |  |                       |  |  |                       |  |
|                                  | 12. Cristiano IX di Danimarca | 24. Federico Guglielmo di Schleswig-Holstein-Sonderburg-Glücksburg |                                       |  |  |       |  |  |                       |  |  |                       |  |
|                                  | 12. Cristiano IX di Danimarca | 24. Federico Guglielmo di Schleswig-Holstein-Sonderburg-Glücksburg |                                       |  |  |       |  |  |                       |  |  |                       |  |
|                                  | 12. Cristiano IX di Danimarca | 25. Luisa Carolina d'Assia-Kassel                                  |                                       |  |  |       |  |  |                       |  |  |                       |  |
| 6. Giorgio I di Grecia           | 12. Cristiano IX di Danimarca |                                                                    |                                       |  |  |       |  |  |                       |  |  |                       |  |
|                                  |                               | 13. Luisa d'Assia-Kassel                                           | 26. Guglielmo d'Assia-Kassel          |  |  |       |  |  |                       |  |  |                       |  |
|                                  |                               | 13. Luisa d'Assia-Kassel                                           | 26. Guglielmo d'Assia-Kassel          |  |  |       |  |  |                       |  |  |                       |  |
|                                  |                               | 13. Luisa d'Assia-Kassel                                           | 27. Luisa Carlotta di Danimarca       |  |  |       |  |  |                       |  |  |                       |  |
| 3. Alessandra di Grecia          |                               | 13. Luisa d'Assia-Kassel                                           |                                       |  |  |       |  |  |                       |  |  |                       |  |
|                                  |                               | 14. Konstantin Nikolaevič Romanov                                  | 28. Nicola I di Russia (= 8)          |  |  |       |  |  |                       |  |  |                       |  |
|                                  |                               | 14. Konstantin Nikolaevič Romanov                                  | 28. Nicola I di Russia (= 8)          |  |  |       |  |  |                       |  |  |                       |  |
|                                  |                               | 14. Konstantin Nikolaevič Romanov                                  | 29. Carlotta di Prussia (= 9)         |  |  |       |  |  |                       |  |  |                       |  |
| 7. Ol'ga Konstantinovna Romanova |                               | 14. Konstantin Nikolaevič Romanov                                  |                                       |  |  |       |  |  |                       |  |  |                       |  |
|                                  |                               | 15. Alessandra di Sassonia-Altenburg                               | 30. Giuseppe di Sassonia-Altenburg    |  |  |       |  |  |                       |  |  |                       |  |
|                                  |                               | 15. Alessandra di Sassonia-Altenburg                               | 30. Giuseppe di Sassonia-Altenburg    |  |  |       |  |  |                       |  |  |                       |  |
|                                  |                               | 15. Alessandra di Sassonia-Altenburg                               | 31. Amalia di Württemberg             |  |  |       |  |  |                       |  |  |                       |  |
|                                  |                               | 15. Alessandra di Sassonia-Altenburg                               |                                       |  |  |       |  |  |                       |  |  |                       |  |